# بولک و لولک
بولک و لولک (انگلیسی: Bolek and Lolek; لهستانی: Bolek i Lolek wyruszaja w swiat؛ معنای تحت‌اللفظی: بولک و لولک بر فراز جهان) نام دو شخصیت کارتونی است که شامل ۱۰ فصل و مجموعاً ۱۵۹ قسمت ۹ دقیقه‌ای محصول استودیو فیلموف (Studio Filmów) کشور لهستان است.
خالق شخصیت‌های بولک و لولک به نام ووادیسواف نخربتسکی اهل کشور لهستان است. این سری از سال ۱۹۶۳ تا ۱۹۸۶ از تلویزیون لهستان پخش شد.

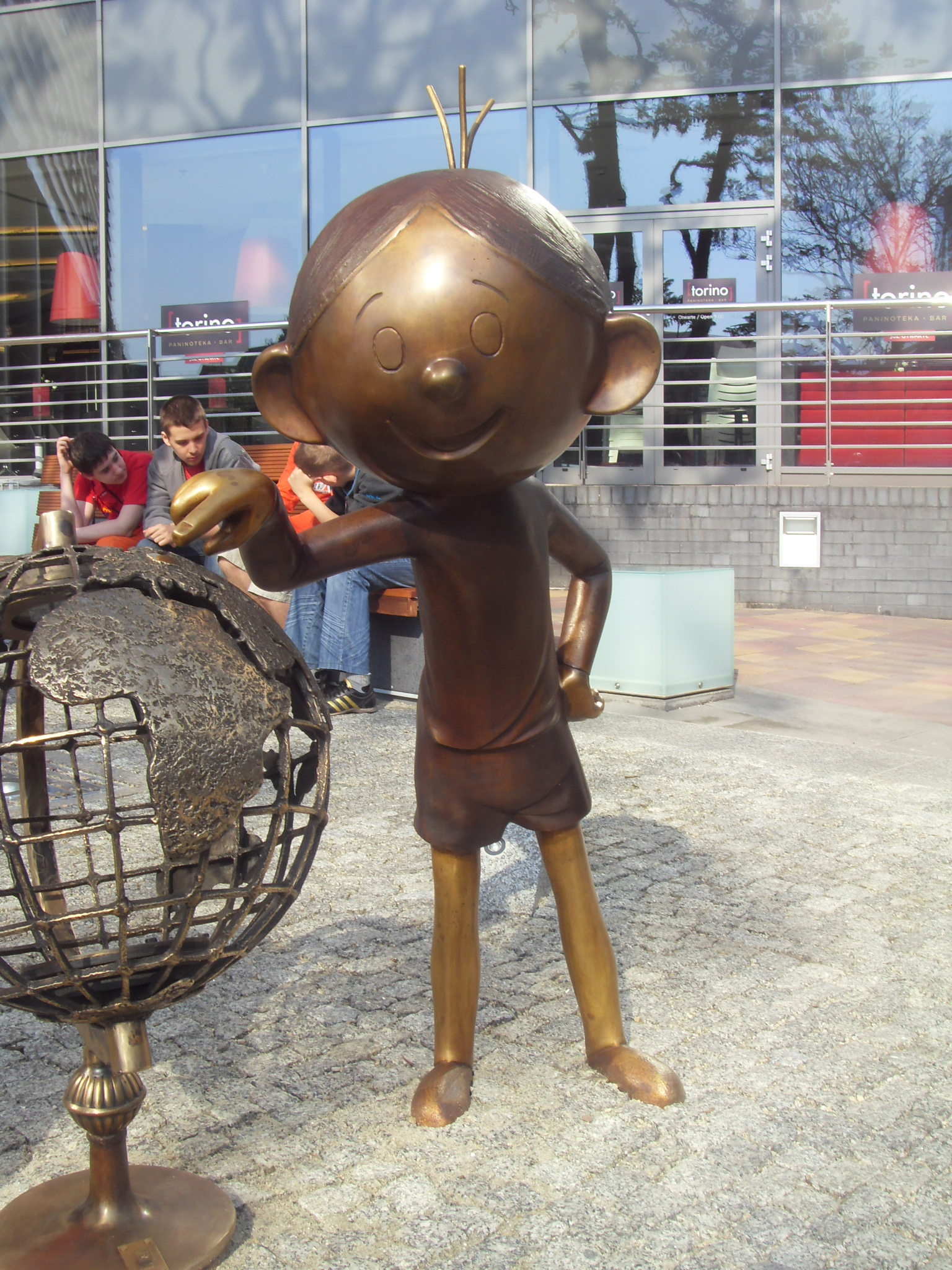
مجسمه‌ای از بولک در شهر بیلسکو بیاوا در جنوب لهستان

## تاریخچه
ایده خلق شخصیت‌های این سری توسط ووادیسواف نخربتسکی برگرفته از دو پسر وی جان و رومان بود. شخصیت بولک و لولک نخست توسط آلفرد لدویک (Alfred Ledwig) تا حدودی ساخته شده بود اما در نهایت توسط ووادیسواف نخربتسکی و لِـشِک لورک  کامل و خلق شدند. نام شخصیت‌های این سری، کوتاه شده نام بولسواف (Bolesław) و کارول (Karol) است.
در اکثر قسمت‌ها این دو شخصیت بدون صدا هستند بجز در فیلم‌های بلند ساخته شده در دهه هشتاد که بر روی شخصیت‌های بولک و لولک صداگذاری نمودند.
در زمان جمهوری خلق لهستان شخصیت‌های بولک و لولک به صورت انبوه به‌شکل اسباب بازی، پوستر و پازل و… تولید شدند که می‌توان از نمونه‌های تولیدات آن زمان را در موزه دوبرانوسکی (Museum of Dobranocki)مشاهده کرد. هم‌اکنون مدل‌های کامپیوتری و بازی‌های ساخته شده بولک و لولک نیز وجود دارد.
در میان تمام کارتون‌های تولید شده در لهستان کارتون بولک و لولک یکی از کارتون‌هایی است که نخستین جایگاه را بخود اختصاص داده و در زمان خود در بیشتر کشورها محبوبیت خاصی پیدا کرد.

## ظهور تولا
در چند قسمت از این مجموعه شخصیت دیگری نیز پدیدار شد که دختری به نام تولا (Tola) بود. این شخصیت به درخواست بینندگان و مخاطبان زن این مجموعه و توسط خالقین آن به این مجموعه اضافه شد. شخصیت تولا در ۳۰ قسمت از مجموع ۱۵۹ قسمت این کارتون ظاهر شد.

## بولک و لولک در ایران
کارتون بولک و لولک یکی از انیمیشن‌های بسیار محبوب پخش شده در اوایل انقلاب ۱۳۵۷ ایران با وجود عدم پخش کامل و مرتب این مجموعه طرفداران بسیاری در زمان خود پیدا کرد. این دو شخصیت با نام‌های اصلی خودشان از تلویزیون رسمی ایران به نمایش درآمدند.

## داستان نویسان
بجز سه نفر خالقان بولک و لولک اشخاص دیگری نیز کار داستان‌نویسی و کارگردانی سریال‌ها را برعهده داشتند که عبارتند از:
- ووادیسواف نخربتسکی - خالق - داستان‌نویس - کارگردان
- واتسواف وایزر: داستان‌نویس - کارگردان
- ادوارد واتور: داستان‌نویس - کارگردان
- برونیسلا زِمان: داستان‌نویس - کارگردان
- لشک مِـخ: داستان‌نویس - کارگردان
- لشک لورک: خالق - داستان‌نویس - کارگردان
- لخوسواف مارشاوک: داستان‌نویس - کارگردان
- آلفرد لدویگ: خالق - داستان‌نویس - کارگردان
- یوزف چویرتنیا: داستان‌نویس - کارگردان
- اِستانیسواف دولز: داستان‌نویس - کارگردان

## یادبود
در تاریخ ۱۹ می ۲۰۱۱ از مجسمه‌های بولک و لولک توسط جان و رومان نخربسکی در شهر بیلسکو بیالا (Bielsko Biala) در جنوب لهستان پرده برداری شد

## طرح دعوی در دادگاه
آلفرد لودویگ، لِـشِک لورک و ووادیسواف نخربتسکی صاحبان امتیاز مجموعه بولک و لولک در سال ۲۰۰۶ به جهت استفاده غیرقانونی و بدون اجازه از تصویر شخصیت‌های بولک و لولک توسط همجنس‌گرایان آلمانی بر روی یک مجله آلمانی به‌نام زیگه‌سویله (Siegessäule) به دادگاه طرح دعوی کردند. در طرح چاپ شده شخصیت بولک به‌شکل یک زن تبدیل شده بود. هدف همجنس‌گرایان از استفاده و انتشار آن تصاویر از بولک و لولک تشویق همجنس‌گرایان آلمانی برای شرکت در رژه افتخار در ورشو بود.
روند این دعوی در دادگاه دو سال در برلین به طول انجامید و اصلی‌ترین دفاعیه مدیر مسئول روزنامه این بود که در سال ۲۰۰۵ نخست‌وزیر لهستان لخ کاچینسکی برگزاری رژه همجنس‌گرایان را ممنوع اعلام کرده بود. وی معتقد بود که این کار ضد برابری اقلیت‌ها است. دادگاه این دلیل را ناکافی و نامربوط دانست چرا که دعوی بر سر استفاده از تصویر بولک و لولک بدون رعایت حق تکثیر بود و نه برخورد تبعیض‌آمیز نسبت به همجنس‌گرایان. به سبب سیستم قضایی پیچیده دادگاه فدرال آلمان این درگیری ۲ سال بطول انجامید ولی در نهایت با این توافق این ماجرا به پایان رسید که مجله آلمانی مبلغ ۴۰۰۰ یورو برای جبران خسارت بپردازد و در این مجله برای درج آن تصاویر از خوانندگان خود و خالقین شخصیت‌های بولک و لولک پوزش بخواهد.

## فصل‌ها و قسمت‌ها
بولک و لولک (۱۳ قسمت) - ۱۹۶۳–۱۹۶۴
1. 'Crossbow - کمان پولادی
2. "Yeti" - یتی
3. "The Brave Cowboys" - The Brave Cowboys-
4. "شمشیرهای ضربدری" - شمشیرهای ضربدری-
5. "رام کننده حیوانات" - The Animal Tamer-
6. "Corrida" - The Bull Fight-
7. "The Indian Trophy" - The Indian Trophy-
8. The Cosmonauts - The Cosmonauts-
9. ""پادشاه جنگل" - پادشاه جنگل-
10. "رابینسون" - رابینسون-
11. "گنج جویان" - The Treasure Seekers-
12. "ورزشکاران" - ورزشکاران-
13. "دو شوالیه" - The Two Knights-

-
بولک و لولک در تعطیلات (۱۳ قسمت) - ۱۹۶۵–۱۹۶۶
1. "Lunapark" - The Luna Park-
2. Mushroom Picking - Mushroom Picking-
3. «تفنگ و میله ماهیگیری-
4. 'بزرگ دروغین - پدربزرگ دروغین
5. "شوالیه بازی" - بازی شوالیه
6. 'Na Biwaku - کمپینگ
7. "روز اول تعطیلات" - اولین روز از تعطیلات تابستانی
8. "The Poacher" - The Poacher
9. "زرافه" - زرافه
10. "ماجراجویی در صحرا" - ماجراجویی در صحرا
11. "گنج" - گنج
12. "Hitchhikers" - The Hitch-Hikers
13. "ماجراجویی دریا" - ماجراجویی دریا

بولک و لولک جهانگرد (۱۸ قسمت) - ۱۹۶۸–۱۹۷۰
1. "در استپ‌های استرالیا" - تارسوس استرالیا
2. "در مسیر ببر بنگال" - در مسیر ببر بنگال
3. "در جزایر پلینزی" - در جزایر پلینزی
4. "شهر طلایی اینکاها" - شهر طلایی اینکاها
5. "مسابقه به قطب" - مسابقه به قطب
6. "در جنگل‌های کانادا" - در جنگل‌های کانادا
7. "شکار گوریل" - شکار گوریل
8. "در دامنه‌های کلیمانجارو" - در دامنه‌های کلیمانجارو
9. "المپیک در مکزیک" - بازی‌های المپیک در مکزیک

- 10. "در سرزمین 1001 شب" - در سرزمین 1001 شب

1. In the Sands of the Gobi - In the Sands of the Gobi
2. "Gran Premio of Argentina" - جایزه بزرگ آرژانتین
3. "در غرب وحشی" - در غرب وحشی
4. "مقبره فرعون" - آرامگاه فرعون
5. "The Buffalo Hunters" - The Buffalo Hunters
6. "ناد اورینوکو" - در اورینوکو
7. 'Na Pach Yeti - در مسیر یتی
8. "قاچاقچی" - The Smuggler

داستان‌های بولک و لولک (۱۳ قسمت) - ۱۹۷۰–۱۹۷۱
1. 'Golden Fish - The Golden Fish
2. Little Red Riding Hood - The Little Red Riding Hood
3. «آینه جادویی» - آینه جادویی
4. «تامسیو پالوچ» - تام تام
5. Cinderella's Slipper - دمپایی Cinderella's Slipper
6. 'Trank Flying - The Flying Trunk
7. جوجه اردک زشت - جوجه اردک زشت
8. «چراغ علاءالدین» - چراغ علاءالدین
9. Prisoned Princess - The Prisoned Princess
10. «اژدها» - اژدها
11. «بابا یاگا» - جادوگر
12. «ملکه برفی» - ملکه برفی
13. «قلعه افسون شده» - قلعه طلسم شده

ماجراهای بولک و لولک (۶۳ قسمت) - ۱۹۷۲–۱۹۸۰
1. Chory Ząb - A Sick Tooth
2. Deszczowe Wakacje - A Rainy Holiday
3. Psiaczek - The Puppy
4. Tola - Tola
5. Biwak - Camp
6. Wycieczka w Góry - A Trip to the Mountains
7. Nad Jeziorem - On the Lake
8. Kruk - The Raven
9. W Puszczy - In the Wilderness
10. Wycieczka Samochodem - A Trip By Car
11. Sierpniowa Wędrówka - An August Journey
12. Zimowe Igraszki - Winter Fun
13. Zdobywcy Przestworzy - The Conquerors of Space
14. Małpka - The Monkey
15. Zimowe Zawody - Winter Games
16. Śniadanie Na Biwaku - Camping Breakfast
17. Imieniny Toli - Tola's Namesday
18. Pali Się - Fire
19. Tajemnica Toli - Tola's Secret
20. Zielone Ścieżki - Green Paths
21. Kanarek - The Canary
22. Podwodna Wycieczka - An Underwater Tour
23. Bieg Na Przełaj - The Race Across the Country
24. Wakacje Na Wsi - Vacation in the Countryside
25. Tresowany Piesek - The Trained Dog
26. Przygoda Na Dwóch Kółkach - Adventure on Two Wheels
27. Na Żaglówce - On the Sailing Boat
28. Zgubiony Ślad - The Lost Footprint
29. Źrebak - The Colt
30. Wielki Mecz - The Great Match
31. Bocian - The Stork
32. Przyjaciele Bobrów - Beavers' Friends
33. Wycieczka Kajakiem - The Canoe Trip
34. Tajemniczy Plan - Mysterious Plan
35. Fotoreporter - Photoreporter
36. Zawody Latawców - The Kite Race
37. Wagary Playing Hooky
38. Sarenka - The Deer
39. Harcerska Warta - A Scout's Watch
40. Muzykanci - The Musicians
41. Wakacje Nad Morzem - The Seaside Vacation
42. Mali Ogrodnicy - The Little Gardeners
43. Zmylony Trop - The Misleading Track
44. Kowboj i Indianie - Cowboy and Indians
45. Zabawa w Chowanego - Hide and Seek
46. Wakacyjne Szlaki - The Holiday Trails
47. Wędrowny Cyrk - The Traveling Circus
48. Wiosenne Porządki - Spring Cleaning
49. Pocztowy Gołąb - The Homing Pigeon
50. Lotnia - The Hang-Glider
51. Morska Wyprawa - The Sea Expedition
52. Prima Aprilis - April Fool's Day
53. Wiosenna Burza - The Spring Storm
54. Byczek - The Bull
55. Cygański Wóz - The Gypsie Wagon
56. Imieniny Mamy - Mom's Namesday
57. Czarna Bandera - The Black Flag
58. Poduszkowiec - The Hovercraft
59. Wycieczka z Robotem - Trip with a Robot
60. Lolek Lunatyk - Lolek the Sleepwalker
61. Lotnicza Przygoda - A Flying Adventure
62. Zaginął Piesek - The Lost Dog
63. Chrzest Na Równiku - Baptism on the Equator

بولک و لولک در غرب وحشی (۷ قسمت) - ۱۹۷۲
1. Obrońcy Prawa - Defenders of the Law
2. Postrach Teksasu - The Texas Terror
3. Pościg - In Hot Pursuit
4. Porwany Ekspress - The Hijacked Express Train
5. Koniokrad - The Horse Thief
6. Indiański Bożek - The Indian Idol
7. Tropiciele - The Trackers

سرگرمی با بولک و لولک (۷ قسمت) - ۱۹۷۵–۱۹۷۶
1. Gokarty - Go-Carts
2. Niezwykłe Odkrycie - The Incredible Discovery
3. Maszeruje Wojsko - The Army Marches On
4. Mali Filmowcy - The Little Filmmakers
5. Niefortunne Niańki - The Unfortunate Babysitters
6. Opiekunowie Zwierząt - The Animal Caregivers
7. Czarna Dama - The Black Lady

سفر بزرگ بولک و لولک (۱۵ قسمت) - ۱۹۷۸
1. Testament Fileasa Foga - The Last Will of Fileas Fog
2. W Londynie - In London
3. Pechowy Statek - The Jinxed Ship

- 04. Wioska 40 Rozbójników - The Village of Forty Bandits

1. Małpi Król - The Monkey King
2. Syn Wodza Mbu-Bu - The Son of the Chief Mbu-Bu
3. Podróż Na Słoniu - Journey on an Elephant
4. Tajemnicza Świątynia - The Mysterious Temple
5. W Służbie Buddy - In the Service of the Buddha
6. Ptak Śmierci - The Bird of Death
7. W Głębinach Oceanu - In the Depths of the Ocean
8. Rajska Wyspa - Paradise Island
9. Dziki Zachód - The Wild West
10. Powrót - The Return
11. Wyspa Bolka i Lolka - The Bolek and Lolek Island

بولک و لولک در میان معدنچیان (۷ قسمت) - ۱۹۸۰
1. Wuj Karlik - Uncle Carl
2. Zielona Hałda - The Green Heap
3. Skarbnik - The Treasurer
4. Barbórka - The Baborka Celebration
5. Pasowanie Na Górnika - Fit For Mining
6. W Starej Kopalni - In the Old Mine
7. Czarne Złoto - Black Gold

المپیک با بولک و لولک (۱۳ قسمت) - ۱۹۸۳–۱۹۸۴
1. Tor Przeszkód - The Obstacle Course
2. Żółty Czepek - The Yellow Bonnet
3. Zawody Łucznicze - Archery Games
4. Judo - Judo
5. Gol - Goal!
6. Żeglarstwo - Sailing
7. Slalom - The Slalom
8. Skok w Dal - The Long Jump
9. Pojedynek - The Duel
10. Kolarstwo - Cycling
11. Siatkówka - Volleyball
12. Igrzyska - The Olympic Games
13. Nim Zapłonie Znicz - Before the Torch Is Lit

بولک و لولک در اروپا (۵ قسمت) - ۱۹۸۳–۱۹۸۶
1. Duch Zamku Lorda MacIntosha - The Ghost of the Lord MacIntosh's Castle
2. W Królestwie Posejdona - In Poseidon's Kingdom
3. W Hiszpanii - In Spain
4. Pod Kraterem - Under the Crater
5. Wyścig Renów - The Reindeer Race

## فیلم‌ها

### فیلم‌های بلند
- Wielka podróż Bolka i Lolka - مسافرت بزرگ بولک و لولک (برپایه سری ۱۵ قسمتی سفر بزرگ بولک و لولک) - ۱۹۷۷
- Kawaler Orderu Uśmiechu - شوالیه فرمان خندیدن (ادامه مسافرت بزرگ بولک و لولک) - ۱۹۷۹
- Bolek i Lolek na Dzikim Zachodzie - بولک و لولک در غرب وحشی - ۱۹۸۶

### فیلم‌های ساخته شده از قسمت‌ها
- Sposób na wakacje Bolka i Lolka - چگونه بولک و لولک به تعطیلات می‌روند - ۱۹۸۶
- Bajki Bolka i Lolka - داستان‌های بولک و لولک - ۱۹۸۶

### فیلم‌های آموزشی
- Szerokiej drogi - سفر خوبی داشته باش - ۱۹۷۶
- Gdy zapłonie choinka - وقتی درخت را می‌سوزانی - ۱۹۷۷
- Wystarczy iskierka - فقط یک جرقه- ۱۹۷۷
- Zabawa z zapałkami - بازی با چوب کبریت ها- ۱۹۷۷
- Feralny dzień - روز بدشانسی- ۱۹۷۸
- Jutro będzie lepiej - فردا بهتر خواهد بود- ۱۹۷۸
- Na strażackim poligonie - زمین آموزش مأمور آتش‌نشانی - ۱۹۷۸
- Z ogniem nie ma żartów - با آتش بازی نکن - ۱۹۷۸
- Na drodze - در خیابان- ۱۹۸۰